# U-53 (1939)
U-53 — средняя немецкая подводная лодка типа VIIB времён Второй мировой войны.

## История
Заказ на постройку субмарины был отдан 15 мая 1937 года. Лодка была заложена 13 марта 1937 года на верфи «Германиаверфт» в Киле под строительным номером 588, спущена на воду 6 мая 1939 года. Лодка вошла в строй 24 июня 1939 года под командованием оберлейтенанта Дитриха Кнорра.

### Командиры
- 24 июня — август 1939 года Дитрих Кнорр
- август 1939 — 14 января 1940 года Эрнст-Гюнтер Хейнике
- декабрь 1939 — январь 1940 года оберлейтенант цур зее Генрих Шондер (кавалер Рыцарского железного креста)
- 15 января — 23 февраля 1940 года корветтен-капитан Харальд Гроссе

### Флотилии
- 24 июня 1939 года — 31 декабря 1939 года — 7-я флотилия (учебная)
- 1 января 1940 года — 23 февраля 1940 года — 7-я флотилия

### История службы
Лодка совершила 3 боевых похода. Потопила 7 судов суммарным водоизмещением 27 316 брт и ещё одно судно повредила (8 022 брт).
Потоплена 23 февраля 1940 года в Северном море близ Оркнейских островов, в районе с координатами 60°32′ с. ш. 06°14′ з. д. глубинными бомбами с британского эсминца HMS Gurkha. 42 погибших (весь экипаж).

## Потопленные суда
| Дата               | Тип            | Принадлежность | Дата             | Тоннаж (БРТ) | Груз                             | Судьба             | Место                     |
| Cheyenne           | танкер         | Великобритания | 15 сентября 1939 | 8 825        | 12600 тонн бензина               | потоплен           | 50°20′ с. ш. 13°30′ з. д. |
| Kafiristan         | грузовое судно | Великобритания | 17 сентября 1939 | 5 193        | 8870 тонн сахара                 | потоплен           | 50°16′ с. ш. 16°55′ з. д. |
| Snestad            | грузовое судно | Норвегия       | 11 февраля 1940  | 4 114        | в балласте                       | потоплен по ошибке | 58°40′ с. ш. 13°40′ з. д. |
| Imperial Transport | танкер         | Великобритания | 25 марта 1940    | 8 022        | в балласте                       | поврежден          | 46°26′ с. ш. 41°30′ з. д. |
| Dalarö             | грузовое судно | Швеция         | 12 февраля 1940  | 3 927        | 5400 тонн льняных семян в мешках | потоплен по ошибке | 56°44′ с. ш. 11°44′ з. д. |
| Norna              | грузовое судно | Швеция         | 13 февраля 1940  | 1 022        | соль                             | потоплен по ошибке | 55°30′ с. ш. 11°00′ з. д. |
| Martin Goldschmidt | грузовое судно | Дания          | 14 февраля 1940  | 2 095        | фосфаты                          | потоплен по ошибке | 55°53′ с. ш. 12°37′ з. д. |
| Banderas           | грузовое судно | Испания        | 18 февраля 1940  | 2 140        | 3400 тонн фосфатов               | потоплен по ошибке | 42°25′ с. ш. 9°08′ з. д.  |

### Атаки на лодку
17 сентября 1939 года несколько самолётов типа «Суордфиш» с британского авианосца HMS Courageous атаковали лодку артогнём, заставив совершить экстренное погружение.